# Krški izvori
Izvori u kršu ili krški izvori su izvori vode koji su dio sustava krša.
U taj sustav su uključene i podzemna odvodnja područja.
Krški izvori su obično dio sustava speleološkog sustava na kojem ponornica stiže na površinu zemlje. 
Tako je često moguće ući na izvoru u sustav špilje i istražiti ga.
Glavna karakteristika krških izvora proizlazi iz činjenice da voda brzo prolazi kroz špilje.
Zato je efekt čišćenja vode u podzemlju minimalan. Voda izvire već nakon nekoliko dana ponovo na izvoru. Oluje, otopljeni snijeg i sezonske promjene u oborinama se na količini vode koja izvire uglavnom jasno odražava.
Na mnogim krškim izvorima u suho godišnje doba količina vode koja izvire varira.
Karakteristike krških izvora naseljenim područjima općenito nisu u pogodni za korištenje za pitku vodu. Neravnomjerna količina vode te veliki udio kamenca u vodi može dovesti do loše kvalitete vode.

## Vanjske poveznice
- Gradri.hr